# Hobartiidae
Hobartiidae es una familia de coleópteros polífagos.

## Géneros
Incluye los siguientes géneros:
- Hobartius - Hydnobioides